# Panicum rivale
Panicum rivale är en gräsart som beskrevs av Jason Richard Swallen. Panicum rivale ingår i släktet vipphirser, och familjen gräs. Inga underarter finns listade i Catalogue of Life.